# Pieter de Villiers
Pour les articles homonymes, voir de Villiers et Villiers.
Il ne faut pas confondre Pieter de Villiers avec Peter de Villiers, entraîneur du XV d'Afrique-du-Sud.

a Compétitions nationales et continentales officielles uniquement.

b Matchs officiels uniquement.
Dernière mise à jour le 27 décembre 2019.
Pieter de Villiers, né le 3 juillet 1972 à Malmesbury, est un joueur de rugby à XV né sud-africain aux origines huguenotes et naturalisé français le 23 juillet 2002. Il a joué en équipe de France et a évolué au poste de pilier droit au sein de l'effectif du Stade français Paris (1,84 m pour 111 kg). Il met un terme à sa carrière en avril 2008 et devient entraîneur.

## Carrière

### Joueur
Pieter de Villiers joue en club avec le Stade français Paris. Le 11 novembre 1997, il joue son premier match avec les Barbarians français contre l'Afrique du Sud à Biarritz. Les Baa-Baas s'imposent 40 à 22.
En juin 1999, il participe à la tournée des Barbarians français en Argentine. Il est titulaire contre le Buenos Aires Rugby Club à San Isidro. Les Baa-Baas s'imposent 52 à 17. Puis, il est remplaçant contre les Barbarians Sud-Américains à La Plata. Il remplace en cours de jeu Jean-Jacques Taofifénua. Les Baa-Baas français s'imposent 45 à 28.
Champion de France en 1998, il honore sa première cape internationale en équipe de France le 28 août 1999 contre l'équipe du pays de Galles. Il participe à la coupe du monde en 1999 et notamment à la demi-finale contre les All Blacks (43-31).
En novembre 2000, il est sélectionné avec les Barbarians français pour jouer la Nouvelle-Zélande au Stade Bollaert à Lens. Les Baa-Baas parviennent à s'imposer 23 à 21.
De nouveau champion de France en 2000, il devient titulaire en équipe de France dès le Tournoi des Six Nations 2001. Il remporte le grand chelem l'année suivante.
Le 19 mai 2001, il est titulaire en finale de la Coupe d'Europe, associé en première ligne à Fabrice Landreau et Sylvain Marconnet, au Parc des Princes à Paris face au Leicester Tigers mais les Anglais s'imposent 34 à 30 face aux Parisiens.
En 2003, il est soupçonné de dopage à la cocaïne et à l'ecstasy à la suite d'un contrôle inopiné le 18 décembre 2002 et devient le premier joueur de rugby à XV français dans ce cas. De Villiers déclare en avoir absorbé à son insu. Il reçoit le soutien du président de son club le Stade français Max Guazzini et du sélectionneur de l'équipe de France Bernard Laporte. Le 5 mars 2003, la fédération française de rugby estime qu'aucune sanction ne peut être retenue pour vice de forme. Il retrouve les terrains en juin 2003. Il participe à la finale, victorieuse, de son équipe en championnat de France et retrouve l'équipe Nationale. Toutefois,une blessure à l'épaule pendant la préparation le prive de la coupe du monde en Australie.

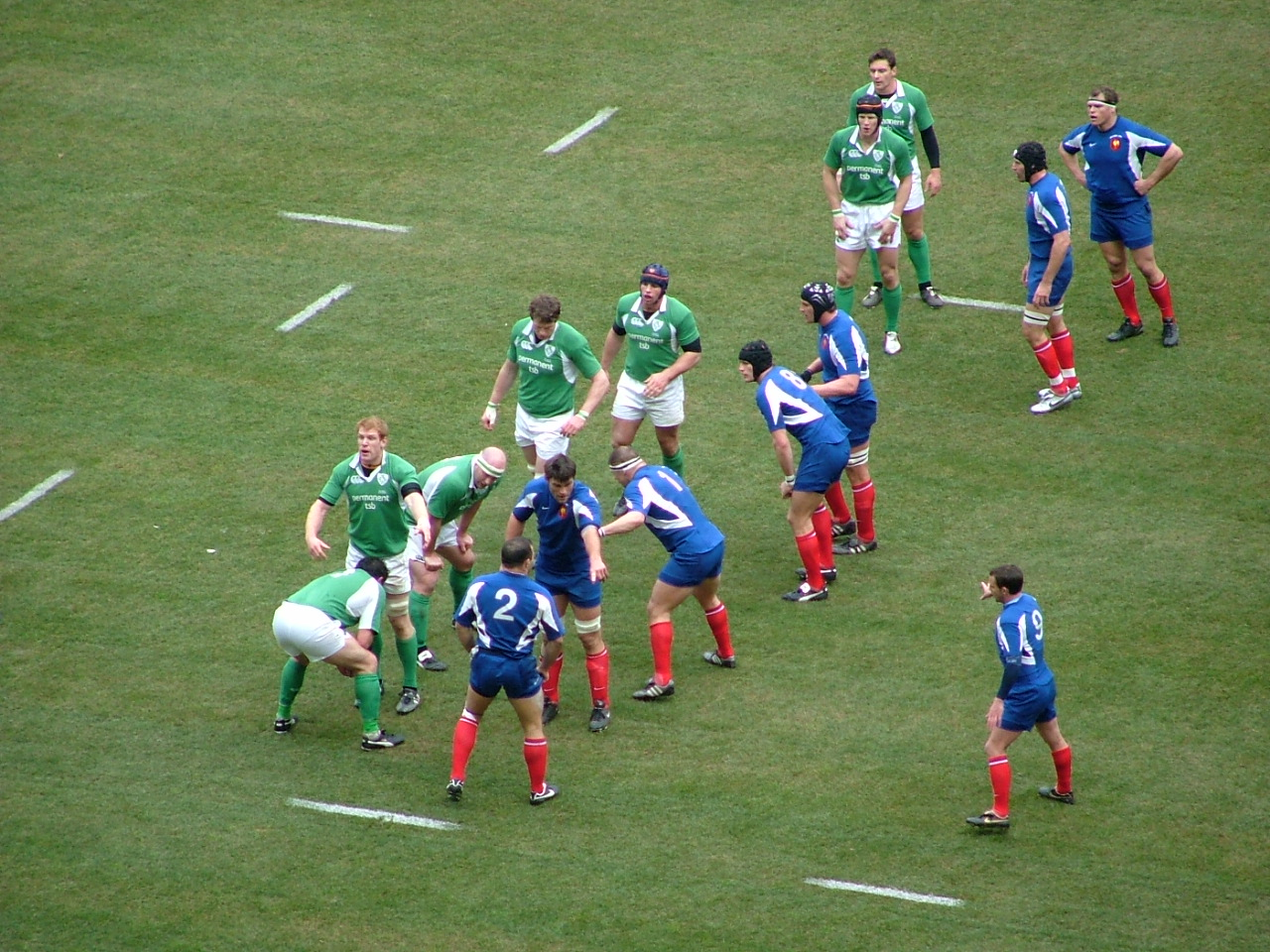
Pieter de Villiers, en fond d'alignement, lors du match France - Irlande en 2006.

Il retrouve son statut de titulaire dès le Tournoi des Six Nations suivant, qui se solde de nouveau par un grand chelem. En fin de saison, il est une nouvelle fois champion de France.
En 2005, il participe avec le Stade français à la finale de Coupe d'Europe face au Stade toulousain au Murrayfield Stadium à Édimbourg. Il est titularisé en première ligne avec Rodrigo Roncero et Mathieu Blin puis remplacé par Sylvain Marconnet à la 51e minute. À l'issue du temps réglementaire, les deux équipes sont à égalité, 12 à 12, mais les toulousains parviennent à s'imposer 12 à 18 à l'issue des prolongations.
Il est une dernière fois champion de France en 2007, mais ne joue pas la finale.
Pour la coupe du monde 2007 en France, il est de nouveau titulaire au poste de pilier droit. Il prend sa retraite internationale au lendemain du match perdu pour la 3e place, contre l'Argentine, auquel il ne participe pas.
Sous le maillot tricolore, il aura battu deux fois l'Afrique du Sud chez elle (en 2001 et 2006). Il a également battu deux fois la Nouvelle Zélande en Coupe du Monde (1999 et 2007).
Il met un terme à sa carrière en 2008, en raison d'une blessure aux cervicales survenue en 2007, et repart s'installer dans son pays d'origine, en Afrique du Sud.

### Reconversion
En 2012, Pieter de Villiers a été nommé consultant responsable de la mêlée auprès de l'Équipe d'Afrique du Sud et est donc chargé d'assister le nouveau sélectionneur Heyneke Meyer. Il est conservé à ce poste dans le staff des sélectionneurs suivants, Allister Coetzee en 2016, puis Johan Erasmus en 2018.
Cependant, il est libéré de son contrat avec la Fédération sud-africaine de rugby en mai 2018 pour revenir en France et entraîner les avants de son ancien club, le Stade français Paris,, aux côtés du nouveau directeur sportif, Heyneke Meyer. Après un début de saison 2019-2020 difficile (dernier du championnat après 9 journées), Meyer et ses adjoints sont remerciés le 12 novembre 2019.
| Saison      | Club                 | Division | Poste  | Classement | Coupe d'Europe | Challenge européen |
| ----------- | -------------------- | -------- | ------ | ---------- | -------------- | ------------------ |
| 2018 - 2019 | Stade français Paris | Top 14   | Avants | 8e         | -              | Éliminé en poule   |

En 2020, il intègre l'encadrement de l'équipe d'Écosse dirigé par Gregor Townsend en tant que spécialiste de la mêlée pour le Tournoi des Six Nations. Il est prolongé à ce poste en août 2020.

## Palmarès

### En club
- championnat de France :
  - Vainqueur (5) : 1998, 2000, 2003, 2004 et 2007
  - Finaliste (1) : 2005
- Coupe d'Europe de rugby à XV
  - Finaliste (2) : 2001 et 2005
- coupe de France
  - Vainqueur (1) : 1999
  - Finaliste (1) : 1998

### En équipe nationale
- Vainqueur du Tournoi des Six Nations en 2002 (Grand chelem), 2004 (Grand chelem), 2006 et 2007

## Statistiques en équipe nationale
- 69 sélections
- 10 points (2 essais)

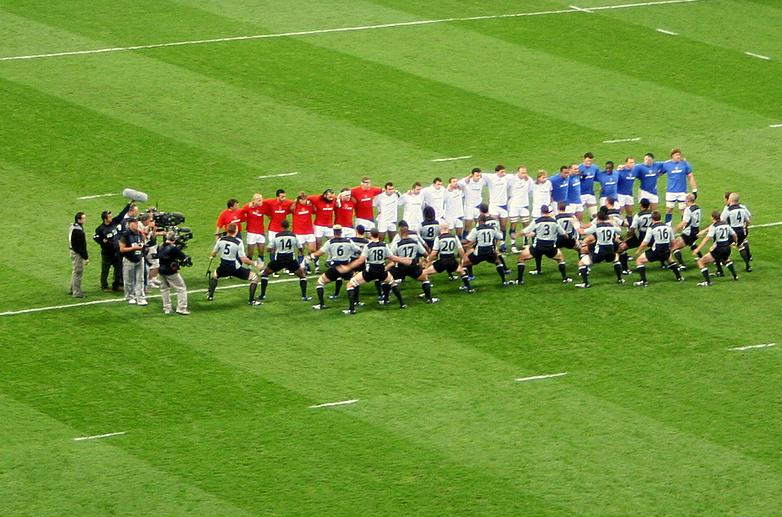
Quart-de-finale France - All Blacks en 2007.

- Sélections par année : 4 en 1999, 7 en 2000, 11 en 2001, 7 en 2002, 3 en 2003, 8 en 2004, 10 en 2005, 9 en 2006, 10 en 2007

### Tournoi des Six Nations
- 31 matchs dans le Tournoi des Six Nations

| Édition          | Rang | Résultats France | Résultats De Villiers | Matchs De Villiers |
| ---------------- | ---- | ---------------- | --------------------- | ------------------ |
| Six Nations 2000 | 2    | 3 v, 0 n, 2 d    | 3 v, 0 n, 2 d         | 5/5                |
| Six Nations 2001 | 5    | 2 v, 0 n, 3 d    | 2 v, 0 n, 3 d         | 5/5                |
| Six Nations 2002 | 1    | 5 v, 0 n, 0 d    | 4 v, 0 n, 0 d         | 4/5                |
| Six Nations 2004 | 1    | 5 v, 0 n, 0 d    | 5 v, 0 n, 0 d         | 5/5                |
| Six Nations 2005 | 2    | 4 v, 0 n, 1 d    | 3 v, 0 n, 0 d         | 3/5                |
| Six Nations 2006 | 1    | 4 v, 0 n, 1 d    | 4 v, 0 n, 1 d         | 5/5                |
| Six Nations 2007 | 1    | 4 v, 0 n, 1 d    | 3 v, 0 n, 1 d         | 4/5                |

Légende : v = victoire ; n = match nul ; d = défaite ; la ligne est en gras quand il y a Grand Chelem.

### Coupe du monde
- En Coupe du monde :
  - 2007 : 5 sélections (Argentine, Namibie, Irlande, Nouvelle-Zélande, Angleterre)
  - 2003 : forfait sur blessure
  - 1999 : 3 sélections (Argentine, Nouvelle-Zélande, Australie)

| Édition          | Rang      | Résultats France | Résultats De Villiers | Matchs De Villiers |
| ---------------- | --------- | ---------------- | --------------------- | ------------------ |
| Royaume-Uni 1999 | Finaliste | 5 v, 0 n, 2 d    | 2 v, 0 n, 1 d         | 3/6                |
| France 2007      | Quatrième | 4 v, 0 n, 3 d    | 3 v, 0 n, 2 d         | 5/7                |

Légende : v = victoire ; n = match nul ; d = défaite.